# Robert Lilburne

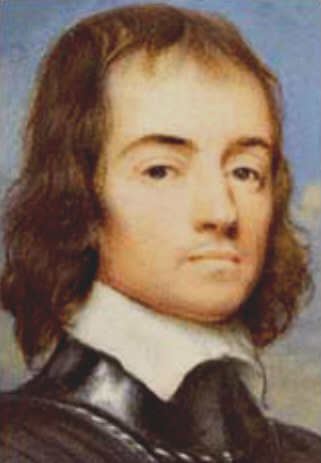
Robert Lilburne

Robert Lilburne (* 1613; † August 1665) war ein Anführer der Levellers, Politiker und Soldat während des Englischen Bürgerkrieges und im Commonwealth.

## Leben
Robert Lilburne war der ältere Bruder von John Lilburne, dem bekannten Leveller. Aber anders als sein Bruder folgte er nicht Oliver Cromwell in die Politik, sondern blieb in der Armee. Bei Beginn der Restauration wurde er als einer der 47 Königsmörder eingestuft, die das Todesurteil 1649 gegen Karl I. unterzeichnet hatten.
Bei Ausbruch des Englischen Bürgerkrieges schloss sich Lilburne den republikanischen Roundheads an und diente unter Edward Montagu und wurde zum Hauptmann ernannt. Er stellte in der Grafschaft Durham ein Regiment mit Pferden auf, das der nördlichen Vereinigten Armee von Lord Fairfax unterstellt wurde. Robert Lilburne schloss sich der New Model Army an und stieg dort bis zum Obersten eines Regimentes auf.

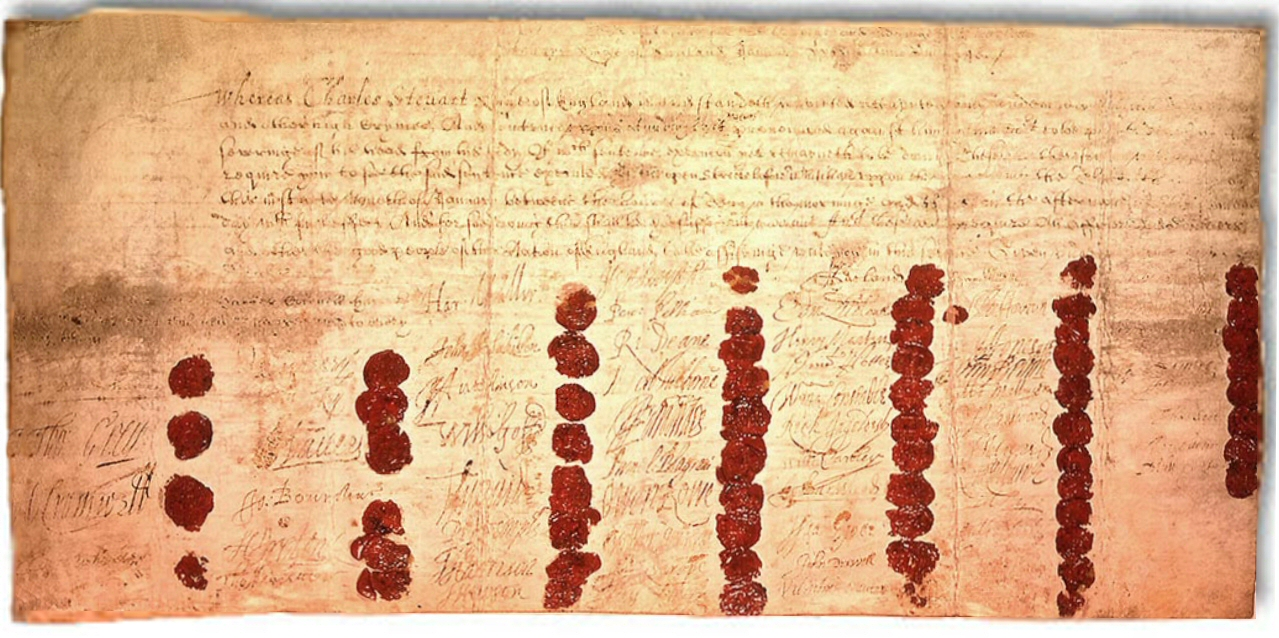
Todesurteil von König Karl I.

Obwohl er wie sein Bruder und wie viele in seinem Regiment Sympathien für die Levellers hegte, war er an der Corkbush Field Begegnung nicht beteiligt. Ohne Befehl marschierte er mit seinem Regiment nach Corkbush Field in der Hoffnung, ein Manifest für die Levellers in der Armee zu erwirken. Die Meuterei scheiterte. Als ein Offizier der Armee, Sir Thomas Fairfax, sich ihnen näherte, werfen sie mit Steinen nach ihm und verwundeten ihn. Mit gezogenem Schwert ließ Oliver Cromwell einige seiner Offiziere ihnen entgegenreiten und befahl ihnen den aufständischen Soldaten unter Robert Lilburne dem Rang nacheinander die Banderolen an ihren Helmen mit dem Slogan „Englands Freiheit, Soldatenrechte“ herunterzureißen. Cromwell ließ acht und neun der widerspenstigsten von Lilburnes Soldaten festnehmen. Sie wurden in einem improvisierten Schnellgericht verurteilt und der Meuterei für schuldig befunden. Drei Rädelsführer wurden zum Tode verurteilt und mussten ein Los ziehen, Richard Arnold zog das Todeslos und wurde als abschreckendes Beispiel sofort erschossen, während die anderen mit dem Schrecken davonkamen.
Während des Dritten Englischen Bürgerkriegs kämpfte er unter Oliver Cromwell auf seinem Schottlandfeldzug und, als die schottische Armee in England einfiel, war es Lilburne, der die englischen Royalisten am 25. August 1651 in der Schlacht von Wigan Lane besiegte. Indem er die Vereinigung der Schotten verhinderte, ermöglichte er Oliver Cromwells Sieg in der Schlacht von Worcester, der das Ende der Englischen Bürgerkriege bedeutete. Im November 1651 kehrte er in der Besatzungsarmee des Generalmajors Richard Deane wieder nah Schottland zurück. Im Dezember 1562 übernahm Lilburne das Oberkommando der Armee in Schottland, aber als er sah, dass er von London nicht die gewünschte Unterstützung bekam, um den schottischen Aufstand unter Glencairn niederzuwerfen, war er Anfang 1654 froh das Oberkommando dem General George Monck zu übergeben.
Während der Zwischenregierung unterstützte er Oliver Cromwell in den ersten fünf Jahren seines Protektorats, obwohl einige Offiziere meinten, er würde zu viel Sympathien den Levellern und den Täufern zeigen. 1654 wurde er zum Gouverneur in York ernannt und im nächsten Jahr kommandierte er Einheiten der Armee, die den Aufstand in York niederschlugen. Er wurde in das zweite Parlament für East Riding of Yorkshire gewählt. Er lehnte es ab, Oliver Cromwell die Königswürde anzubieten und fühlte sich mit den neuen getroffenen Verfassungsbestimmungen des späteren Protektorats unwohl.
Nach dem Tode von Oliver Cromwell unterstützte Lilburne nicht die Nachfolge von Richard Cromwell, dafür die Wiederherstellung des Rumpfparlamentes und die Wiedereinsetzung des Commonwealth. Er wurde in den Sicherheitsausschuss der Armee berufen und unterstützte General John Lambert, als Lambert General Monck entgegenmarschierte, um ihn von einem Marsch auf London abzuhalten. Als dieser Versuch von Lambert scheiterte und die Restauration der Monarchie um sich griff, wurde Lilburne mit anderen in England lebenden Königsmördern verhaftet. Er wurde am 16. Oktober 1660 des Hochverrats für schuldig befunden und zum Tode durch Hängen und Vierteilung verurteilt. Später wurde die Strafe in lebenslange Haft umgewandelt. Er starb als Gefangener auf Drake’s Island vor Plymouth im August 1665.